# Лауерц
Лауерц (нім. Lauerz) — громада  в Швейцарії в кантоні Швіц, округ Швіц.

## Географія
Громада розташована на відстані близько 90 км на схід від Берна, 7 км на захід від Швіца.
Лауерц має площу 9,2 км², з яких на 4,2% дозволяється будівництво (житлове та будівництво доріг), 44,9% використовуються в сільськогосподарських цілях, 35,3% зайнято лісами, 15,6% не є продуктивними (річки, льодовики або гори).

## Демографія
2019 року в громаді мешкало 1114 осіб (+5,6% порівняно з 2010 роком), іноземців було 10,9%. Густота населення становила 121 осіб/км².
За віковим діапазоном населення розподілялося таким чином: 23,8% — особи молодші 20 років, 62,8% — особи у віці 20—64 років, 13,4% — особи у віці 65 років та старші. Було 451 помешкань (у середньому 2,5 особи в помешканні).
Із загальної кількості 211 працюючого 59 було зайнятих в первинному секторі, 46 — в обробній промисловості, 106 — в галузі послуг.